# Neuviller-sur-Moselle
Neuviller-sur-Moselle è un comune francese di 250 abitanti situato nel dipartimento della Meurthe e Mosella nella regione del Grand Est.

## Società

### Evoluzione demografica
Abitanti censiti